# Japan Cup 2003 (ciclismo)
La Japan Cup 2003, dodicesima edizione della corsa, si svolse il 26 ottobre 2003 su un percorso di 151,3 km. Fu vinta dall'italiano Sergio Barbero, al traguardo con il tempo di 4h03'56" alla media di 37,22 km/h.

## Ordine d'arrivo (Top 10)
| Pos. | Corridore              | Squadra      | Tempo    |
| ---- | ---------------------- | ------------ | -------- |
| 1    | Sergio Barbero         | Lampre       | 4h03'56" |
| 2    | Patrik Sinkewitz       | Quick Step   | s.t.     |
| 3    | Guido Trentin          | Cofidis      | a 2"     |
| 4    | Félix García Casas     | Team Bianchi | a 21"    |
| 5    | Daniel Atienza         | Cofidis      | s.t.     |
| 6    | Damiano Cunego         | Saeco        | a 41"    |
| 7    | Gerrit Glomser         | Saeco        | a 1'02"  |
| 8    | Marek Rutkiewicz       | Cofidis      | a 1'03"  |
| 9    | Alessandro Spezialetti | Saeco        | a 1'05"  |
| 10   | Yasutaka Tashiro       | Bridgestone  | a 1'29"  |